# Szlovén bor

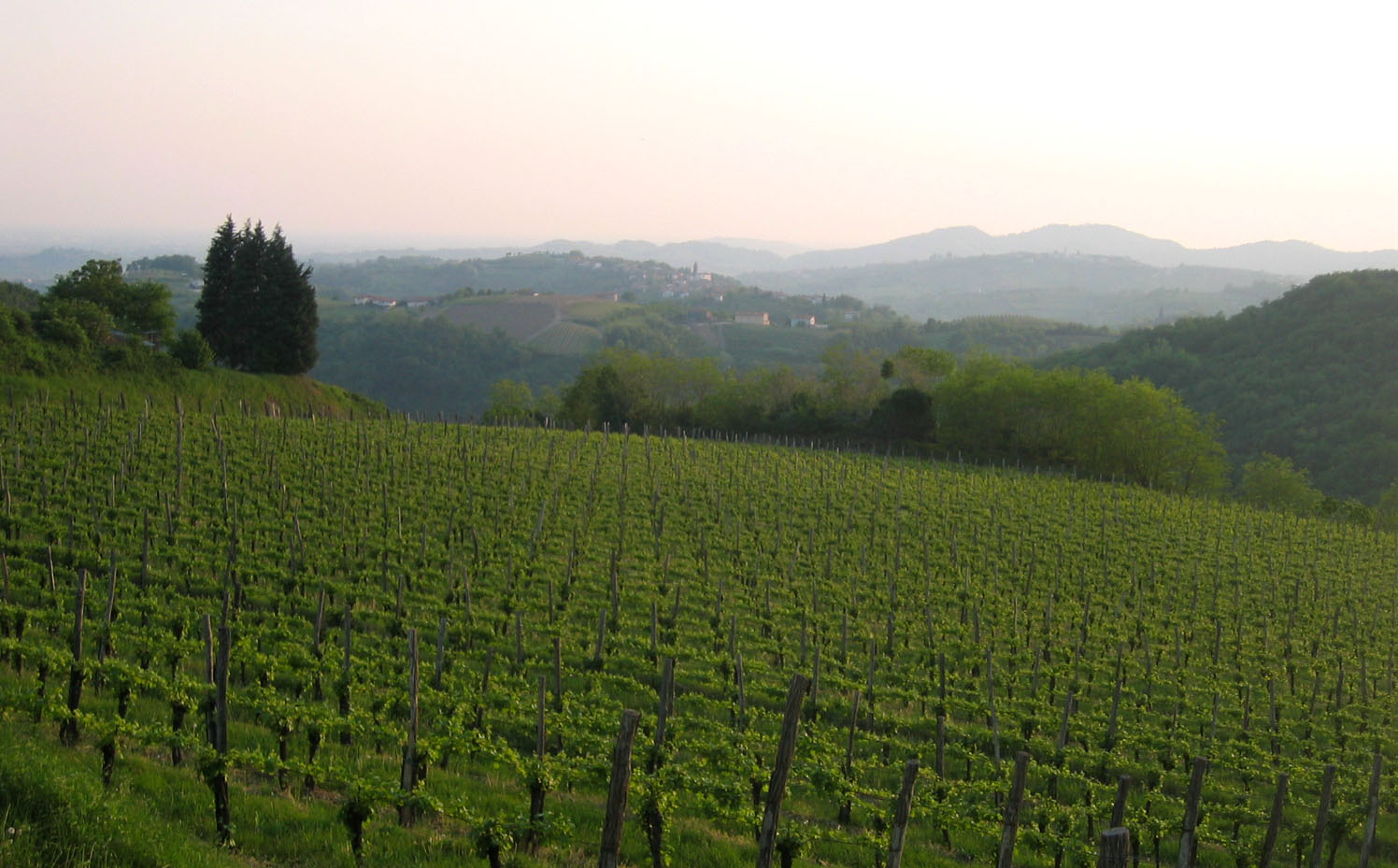
Szőlők Szlovénia Brda régiójában

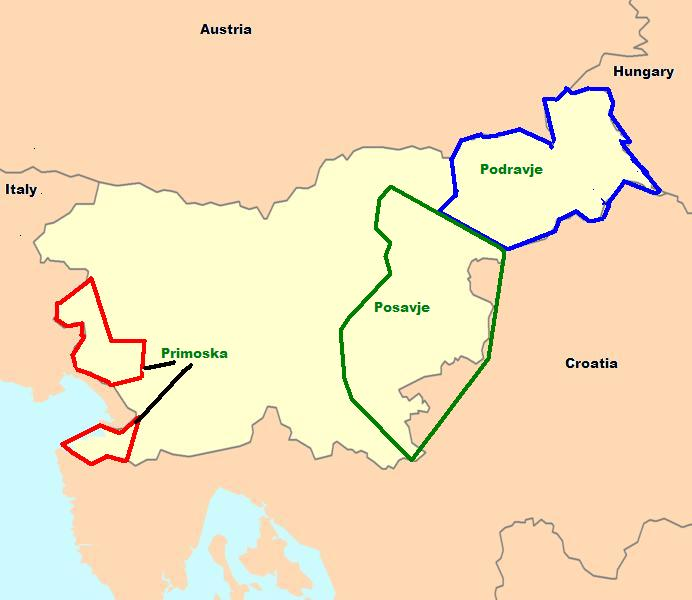
Szlovénia fő borrégiói

A szlovén bor Szlovéniában előállított bor, amelyet az ország több mint 28 ezer borászata termel mintegy 22 300 hektárnyi szőlőterületről, évi 80-90 millió liternyi mennyiségben.
Szlovéniában már a kelta és illír törzsek korában létezett a szőlészet és a borászat, jóval azelőtt, hogy az ókori rómaiak meghonosították a mai Franciaország, Spanyolország és Németország területén.
A Szlovéniában termelt bor mintegy háromnegyede fehérbor. Csaknem a teljes megtermelt mennyiséget belföldön fogyasztják el, az éves export mindössze mintegy 6,1 millió liter. Ez jórészt az Egyesült Államokba, Bosznia-Hercegovinába és Horvátországba megy, és újonnan Csehországba is. Az ország bortermelésének zöme a minőségi kategóriába (vrhunsko) tartozik, az asztali borok (namizno vino) aránya kevesebb mint 30 százalék.
Szlovéniának három fő borrégiója van, és mintegy húsz borútja. A régiók: a drávai borrégió, az alsó-szávai borrégió és a partvidéki borrégió.
2016-ban egy DNS-profilozáson és történeti ampelográfiai forrásokon alapuló vizsgálat azt mutatta ki, hogy a vörös szőlő két nemzetközi fajtája, a kékfrankos és a kékoportó nagy valószínűséggel a mai Szlovén Stájerországból ered.

## Fordítás
Ez a szócikk részben vagy egészben  a   Slovenian wine című angol Wikipédia-szócikk ezen változatának fordításán alapul.  Az eredeti cikk szerkesztőit annak laptörténete sorolja fel. Ez a jelzés csupán a megfogalmazás eredetét és a szerzői jogokat jelzi, nem szolgál a cikkben szereplő információk forrásmegjelöléseként.